# Sergio Lafuente

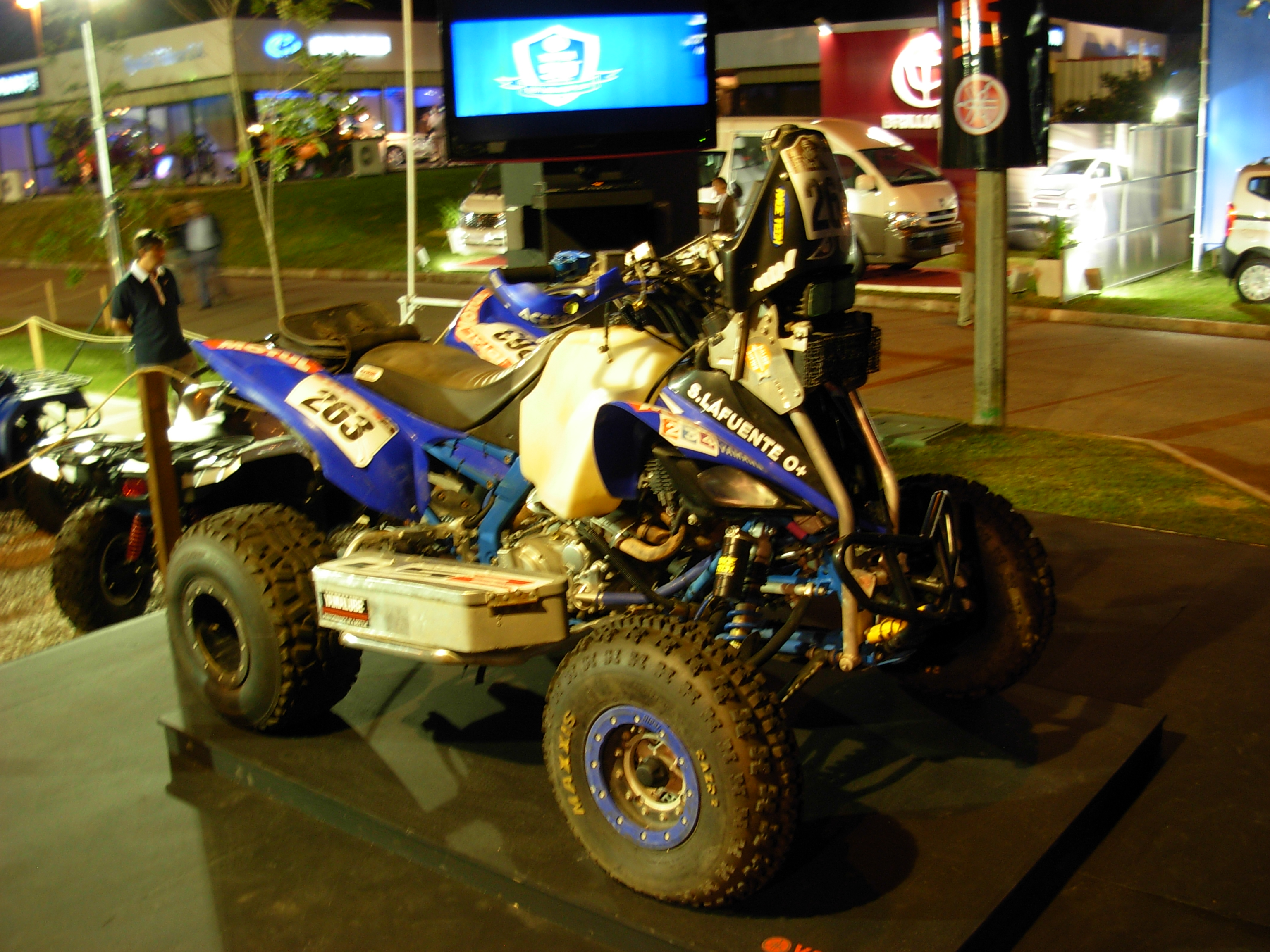
Lafuentes Quad bei der Rallye Dakar 2012

Sergio Lafuente, vollständiger Name Sergio Roberto Lafuente Rocha (* 22. Mai 1966 in Montevideo) ist ein ehemaliger uruguayischer Gewichtheber und heutiger Rallyefahrer.

## Karriere
Der von Techniktrainer Andrejz Skyiiba betreute 1,70 Meter große, aus Maldonado stammende Gewichtheber Lafuente, der in seiner Jugend zunächst dem Fußballsport verbunden war, nahm für sein Heimatland an den Panamerikanischen Spielen 1991 teil. Er stand auch im Aufgebot der uruguayischen Mannschaft für die Olympischen Sommerspiele 1992 in Barcelona. Dort ging er im Leichtschwergewicht (bis 82 kg) an den Start und belegte mit gehobenen 280 kg den 26. Platz im Endklassement. Ebenfalls bei den Südamerikaspielen 1994 und den Panamerikanischen Spielen 1995 und 1999 gehörte er zum uruguayischen Team. Eine ihm zugeschriebene Aussage, er habe auch an den Olympischen Sommerspielen 1996 partizipiert und dort den 14. Platz belegt, lässt sich, den Angaben des Uruguayischen Olympischen Komitees (COU) auf dessen Internetpräsenz folgend, nicht verifizieren. 2001 gewann der für den Mannschaftsmeister jenes Jahres Gimnasio Uruguayo de Musculación y Halterofilia (GUMHA) startende Lafuente zusätzlich in der Einzelwertung die uruguayische Meisterschaft in der Klasse bis 85 kg. Auch an den Südamerikaspielen 2002 in Brasilien nahm er teil.
Mittlerweile ist der als Transportunternehmer tätige, auch La Fuente geschriebene Sportler als Rallyefahrer aktiv. Lafuente nahm unter anderem in der Klasse N4 an der Rally Uruguayo und am argentinischen Cross Country Wettbewerb teil. Auch ging er bei der Rallye Dakar an den Start. Dort wurde er 2011 14. und damit Letzter von ursprünglich rund 30 gestarteten Fahrzeugen in der Kategorie Quad. Bei der gleichen Veranstaltung konnte er 2012 für das Uruguay Racing Team mit einer Yamaha Raptor 700  auf den beiden ersten Etappen zwei Etappensiege einfahren. Im Endklassement belegte er den fünften Gesamtrang.
Am 31. Dezember 2012 wurde vermeldet, dass Lafuente, verheirateter Vater dreier Töchter, nach einer Bluttransfusion mit einer offensichtlich verunreinigten Blutkonserve mit Nierenversagen in ein Krankenhaus eingeliefert wurde. Er befand sich in lebensbedrohlichem Zustand und lag im Koma. Die Bluttransfusion erhielt er, um den Heilungsverlauf einer Schulterverletzung zu beschleunigen. Wenige Tage später verlautete jedoch aus Quellen des uruguayischen Gesundheitsministeriums, dass keine kontaminierte Blutkonserve, sondern persönliches Fehlverhalten des Arztes Ursache des Vorfalls sei, woraufhin die Einleitung eines Strafverfahrens beabsichtigt wurde.